# Ацетон
Ацетонът, известен още като диметил кетон или пропанон, е химическо съединение, представляващо безцветна, лесно запалима течност, най-простият кетон. Формулата му е CH3-C(O)-CH3. Добър разтворител е за много полярни и неполярни органични вещества. Участва в присъединителни реакции, не полимеризира.
Ацетонът се получава при умереното окисление на 2-пропанол в присъствието на меден катализатор. Може да се разтвори във вода, етанол, естер и други. Най-известната му употреба е в домашния лакочистител. Намира приложение и при направата на пластмаса, киноленти, ацетатна коприна, синтетичен каучук, бездимен барут, някои лекарства и други химикали. Като добър разтворител на много полярни и неполярни органични съединения се използва за почистване на замърсени повърхности, като разтворител за бои и лакове, разтворител при различни органични синтези и пр. Много от пластмасите се разтварят или набъбват в ацетон и това трябва да се има предвид при почистването с този разтворител.
Среща се и в човешкото тяло в малки количества. Например, когато при продължително гладуване или диета запасът от въглехидрати се изчерпи, се разлагат мазнините, при което се получава и ацетон (това се изразява под формата на т.нар. „ацетонов дъх“). В по-тежки случаи се стига до т.нар. кетоацидоза, която е и един от симптомите на диабета.
Вдишването на ацетонови пари предизвиква замайване и опиянение („дишане на лепило“). Ацетонът разтваря добре мазнини, затова причинява изсушаване и напукване на кожата.